# Honda WR-V
Der Honda WR-V ist ein SUV des japanischen Automobilherstellers Honda, das unter dem HR-V positioniert ist und in Schwellenländern wie Indien oder Indonesien verkauft wird.

## 1. Generation (2017–2023)

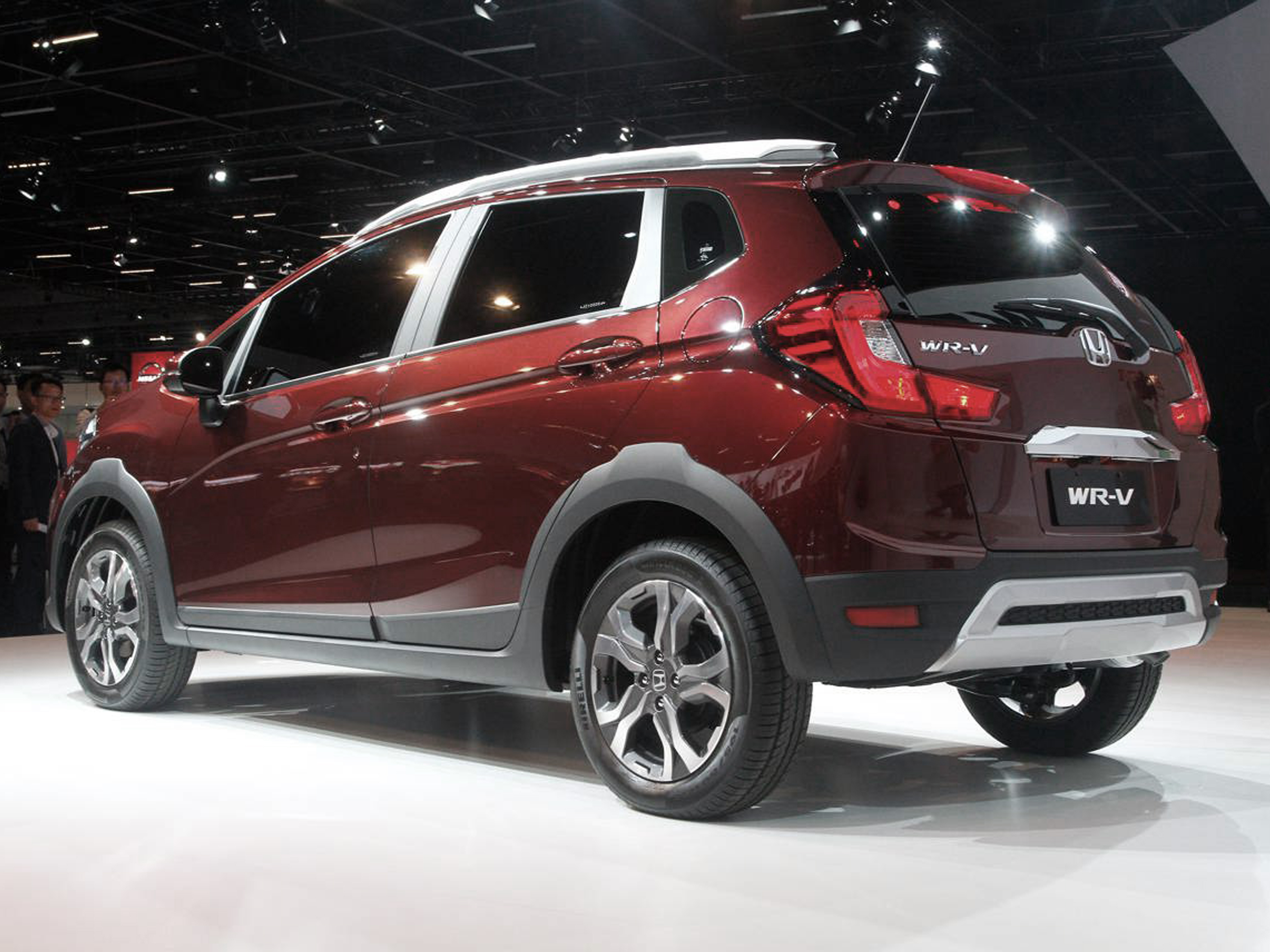
Heckansicht

Die erste Generation der Baureihe wurde auf der São Paulo International Motor Show im November 2016 vorgestellt und wurde ab Frühjahr 2017 in Tapukara in Indien und Sumaré in Brasilien gebaut. Entwickelt wurde der WR-V als erstes Honda-Modell vom Honda Research & Development Centre in Brasilien in Zusammenarbeit mit dem Honda Research & Development Center in Japan auf Basis des Honda Fit. Die Abkürzung WR-V steht für Winsome Runabout Vehicle.
Eine überarbeitete Version des WR-V wurde im März 2020 vorgestellt. Ende 2021 stellte Honda die Produktion in Brasilien und im Frühjahr 2023 in Indien ein.

### Technische Daten
In Brasilien stand für das frontgetriebene SUV ein 1,5-Liter-Ottomotor mit stufenlosem Getriebe zur Auswahl, der auch mit Ethanol betrieben werden kann. In Indien hat der WR-V entweder einen 1,2-Liter-Ottomotor mit einem 5-Gang-Schaltgetriebe oder einen 1,5-Liter-Dieselmotor mit einem 6-Gang-Schaltgetriebe.
|                            | 1.5 i-VTEC                                           | 1.2 i-VTEC            | 1.5 i-DTEC            |
| Markt                      | Brasilien                                            | Indien                | Indien                |
| Bauzeitraum                | 03/2017–12/2021                                      | 03/2017–03/2023       | 03/2017–03/2023       |
| Motorkenndaten             |                                                      |                       |                       |
| Motortyp                   | R4-Ottomotor                                         | R4-Ottomotor          | R4-Dieselmotor        |
| Hubraum                    | 1497 cm³                                             | 1199 cm³              | 1498 cm³              |
| max. Leistung bei min−1    | 85 kW (115 PS) / 6000 Ethanol: 85 kW (116 PS) / 6000 | 66 kW (90 PS) / 6000  | 73 kW (100 PS) / 3600 |
| max. Drehmoment bei min−1  | 149 Nm / 4800 Ethanol: 150 Nm / 4800                 | 110 Nm / 4800         | 200 Nm / 1750         |
| Kraftübertragung           |                                                      |                       |                       |
| Antrieb, serienmäßig       | Vorderradantrieb                                     | Vorderradantrieb      | Vorderradantrieb      |
| Getriebe, serienmäßig      | Stufenloses Getriebe                                 | 5-Gang-Schaltgetriebe | 6-Gang-Schaltgetriebe |
| Messwerte                  |                                                      |                       |                       |
| Höchstgeschwindigkeit      | 168 km/h                                             | k. A.                 | k. A.                 |
| Beschleunigung, 0–100 km/h | 12,3 s                                               | k. A.                 | k. A.                 |
| Tankinhalt                 | 45 l                                                 | 40 l                  | 40 l                  |

## 2. Generation (seit 2022)

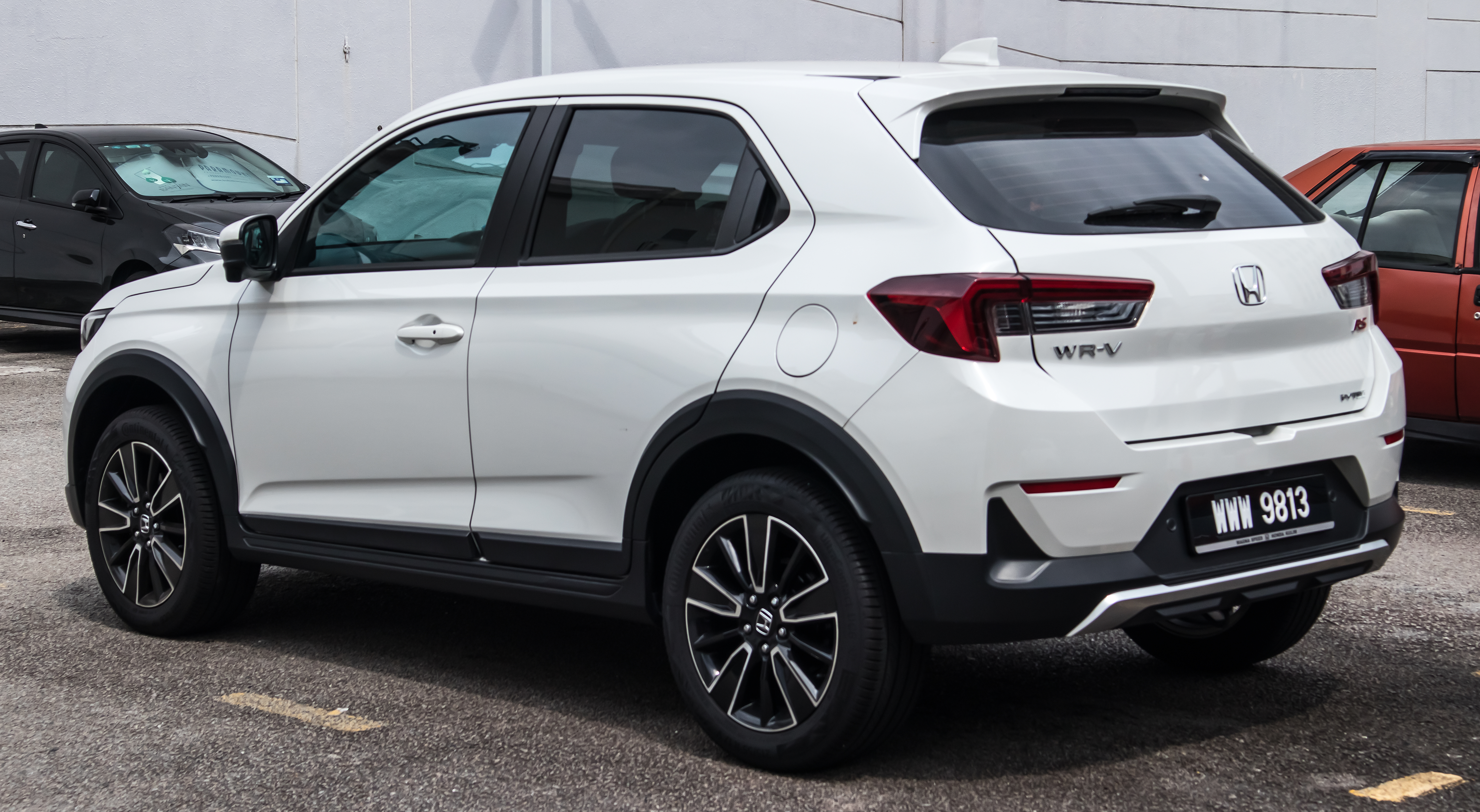
Heckansicht

Die zweite Generation des WR-V wurde Anfang November 2022 zunächst für den indonesischen Markt vorgestellt. Der thailändische Markt folgte im März 2023 und der malaiische im Juli 2023. Einen ersten Ausblick auf das Fahrzeug zeigte der Hersteller ein Jahr zuvor mit dem Konzeptfahrzeug Honda SUV RS Concept.

### Technische Daten
Angetrieben wird die zweite Generation von einem 1,5-Liter-Ottomotor mit stufenlosem Getriebe.
|                            | 1.5 i-VTEC                     |
| Markt                      | Indonesien, Malaysia, Thailand |
| Bauzeitraum                | seit 11/2022                   |
| Motorkenndaten             |                                |
| Motortyp                   | R4-Ottomotor                   |
| Hubraum                    | 1498 cm³                       |
| max. Leistung bei min−1    | 89 kW (121 PS) / 6600          |
| max. Drehmoment bei min−1  | 145 Nm / 4300                  |
| Kraftübertragung           |                                |
| Antrieb, serienmäßig       | Vorderradantrieb               |
| Getriebe, serienmäßig      | Stufenloses Getriebe           |
| Messwerte                  |                                |
| Höchstgeschwindigkeit      | 160 km/h                       |
| Beschleunigung, 0–100 km/h | 11,0–11,3 s                    |
| Tankinhalt                 | 35 l                           |

## WR-V (Japan, Brasilien)

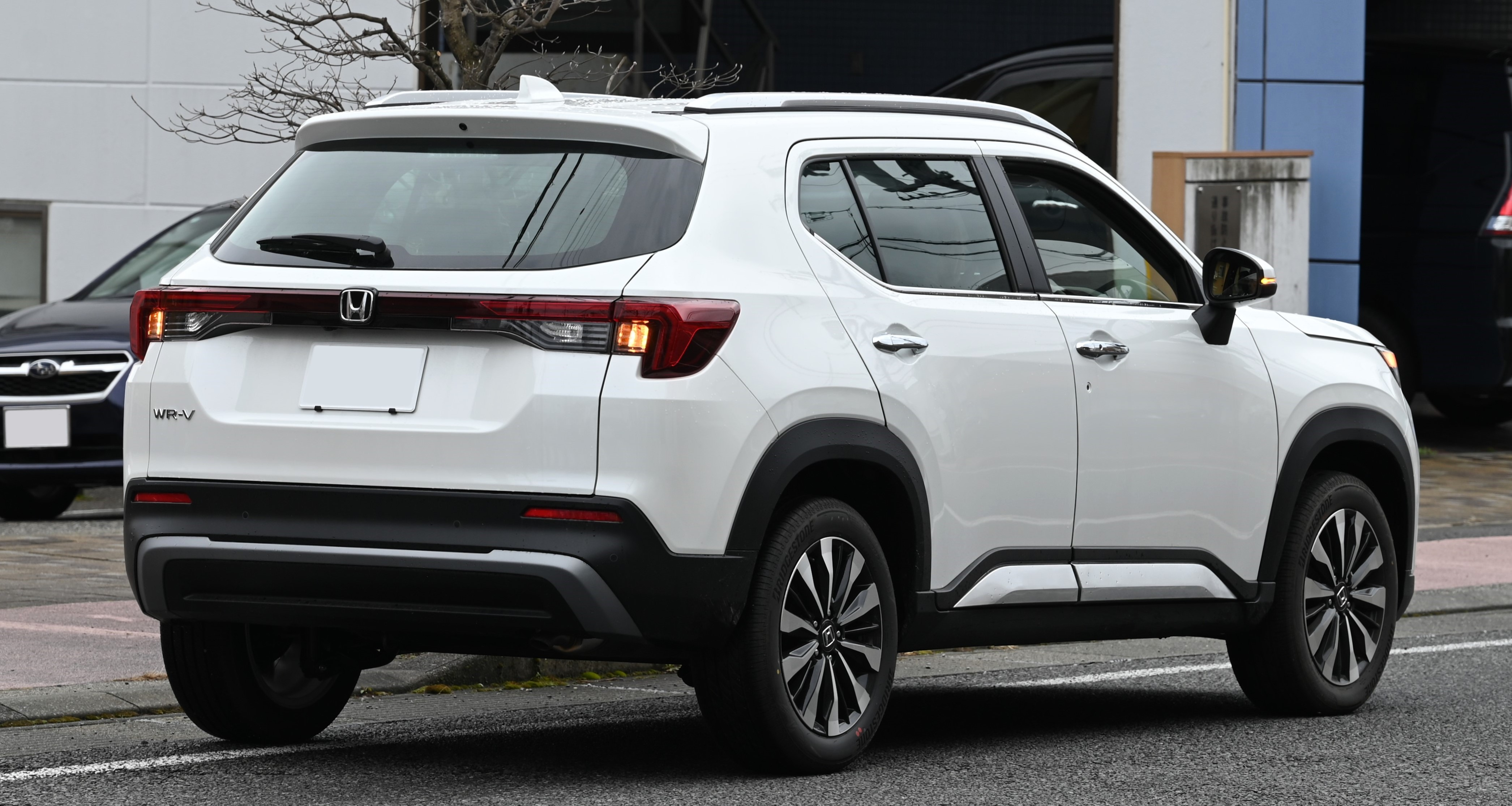
Honda WR-V (seit 2023)

Für den japanischen Markt präsentierte Honda im November 2023 einen WR-V. Dieser wird aus Indien importiert und ist baugleich zum im Juni 2023 vorgestellten Honda Elevate. Diese Version wird auch in Brasilien vertrieben.